# Cristóbal Parralo
Cristóbal Parralo Aguilera, pseud. Cristóbal (ur. 21 sierpnia 1967 w Kordobie) – hiszpański trener i piłkarz grający na pozycji prawego obrońcy. W swojej karierze 6 razy wystąpił w reprezentacji Hiszpanii i strzelił 1 gola.

## Kariera klubowa
Karierę piłkarską Cristóbal rozpoczął w klubie FC Barcelona. W 1986 roku zaczął grać w rezerwach tego klubu w Segunda División. W 1987 roku awansował do kadry pierwszego zespołu. 29 sierpnia 1987 zadebiutował w Primera División w wygranym 2:1 wyjazdowym spotkaniu z UD Las Palmas. 28 listopada 1987 w spotkaniu z Cádizem (3:1), strzelił swojego pierwszego gola w lidze. W Barcelonie występował do zakończenia sezonu 1987/1988. Z Barceloną zdobył w nim Puchar Króla.
Latem 1988 roku Cristóbal przeszedł z Barcelony do Realu Oviedo. W nim swój debiut zanotował 19 listopada 1988 w przegranym 1:2 domowym meczu z Barceloną. W Realu Oviedo występował przez jeden sezon.
W 1989 roku Cristóbal ponownie zmienił klub i został zawodnikiem CD Logroñés. Tam po raz pierwszy wystąpił 9 września 1989 w zwycięskim 1:0 domowym spotkaniu z Malagą. W debiucie w Logroñés strzelił gola. W Logroñés grał przez 2 lata, do końca sezonu 1990/1991.
W 1991 roku Cristóbal wrócił do Barcelony i był tam rezerwowym. Z zespołem prowadzonym przez Johana Cruyffa wywalczył w sezonie 1991/1992 mistrzostwo Hiszpanii. Zdobył też Puchar Mistrzów. Nie wystąpił jednak w jego wygranym 1:0 finale z Sampdorią.
W 1992 roku Cristóbal ponownie został zawodnikiem Realu Oviedo, gdzie przez 3 sezony grał w podstawowym składzie. W 1995 roku przeszedł do Espanyolu Barcelona. 2 września 1995 zadebiutował w jego barwach w wygranym 3:1 domowym ligowym meczu z Salamanką. W Espanyolu grał przez 6 lat. W 2000 roku zdobył z tym klubem Puchar Króla.
W 2001 roku Cristóbal odszedł z Espanyolu do Paris Saint-Germain. Swój debiut w Ligue 1 zaliczył 28 lipca 2001 w zremisowanym 0:0 domowym meczu z Lille OSC. W Paris Saint-Germain spędził swoje ostatnie dwa lata kariery. W 2003 roku wystąpił w przegranym 1:2 finale Pucharu Francji z AJ Auxerre. Latem 2003 zakończył karierę.
| Sezon   | Klub                | Kraj      | Rozgrywki        | Mecze | Bramki |
| ------- | ------------------- | --------- | ---------------- | ----- | ------ |
| 1985/86 | FC Barcelona B      | Hiszpania | Segunda División | 2     | 0      |
| 1986/87 | FC Barcelona B      | Hiszpania | Segunda División | 40    | 0      |
| 1987/88 | FC Barcelona        | Hiszpania | Primera División | 20    | 2      |
| 1987/88 | FC Barcelona B      | Hiszpania | Segunda División | 1     | 0      |
| 1988/89 | Real Oviedo         | Hiszpania | Primera División | 28    | 3      |
| 1989/90 | CD Logroñés         | Hiszpania | Primera División | 35    | 2      |
| 1990/91 | CD Logroñés         | Hiszpania | Primera División | 37    | 3      |
| 1991/92 | FC Barcelona        | Hiszpania | Primera División | 11    | 0      |
| 1992/93 | Real Oviedo         | Hiszpania | Primera División | 36    | 1      |
| 1993/94 | Real Oviedo         | Hiszpania | Primera División | 37    | 0      |
| 1994/95 | Real Oviedo         | Hiszpania | Primera División | 36    | 1      |
| 1995/96 | RCD Espanyol        | Hiszpania | Primera División | 40    | 0      |
| 1996/97 | RCD Espanyol        | Hiszpania | Primera División | 39    | 1      |
| 1997/98 | RCD Espanyol        | Hiszpania | Primera División | 35    | 0      |
| 1998/99 | RCD Espanyol        | Hiszpania | Primera División | 35    | 1      |
| 1999/00 | RCD Espanyol        | Hiszpania | Primera División | 37    | 0      |
| 2000/01 | RCD Espanyol        | Hiszpania | Primera División | 28    | 0      |
| 2001/02 | Paris Saint-Germain | Francja   | Ligue 1          | 32    | 0      |
| 2002/03 | Paris Saint-Germain | Francja   | Ligue 1          | 31    | 0      |

## Kariera reprezentacyjna
W reprezentacji Hiszpanii Cristóbal zadebiutował 4 września 1991 roku w wygranym 2:1 towarzyskim spotkaniu z Urugwajem. W kadrze Hiszpanii od 1991 do 1993 roku zagrał 6 razy i strzelił 1 gola, 24 lutego 1993 w meczu eliminacji do MŚ 1994 z Litwą (5:0). Cristóbal grał też w reprezentacji U-18 i U-21.
| Mecze i gole w reprezentacji | Mecze i gole w reprezentacji | Mecze i gole w reprezentacji | Mecze i gole w reprezentacji | Mecze i gole w reprezentacji | Mecze i gole w reprezentacji | Mecze i gole w reprezentacji |
| #                            | Data                         | Stadion                      | Rywal                        | Wynik                        | Gol                          | Rozgrywki                    |
| 1991                         | 1991                         | 1991                         | 1991                         | 1991                         | 1991                         | 1991                         |
| ---------------------------- | ---------------------------- | ---------------------------- | ---------------------------- | ---------------------------- | ---------------------------- | ---------------------------- |
| 1.                           | 04.09.1991                   | Oviedo, Hiszpania            | Urugwaj                      | 2:1                          | 0                            | towarzyski                   |
| 2.                           | 12.10.1991                   | Sewilla, Hiszpania           | Francja                      | 1:2                          | 0                            | el. ME 1992                  |
| 1992                         |                              |                              |                              |                              |                              |                              |
| 3.                           | 09.09.1992                   | Santander, Hiszpania         | Anglia                       | 1:0                          | 0                            | towarzyski                   |
| 1993                         |                              |                              |                              |                              |                              |                              |
| 4.                           | 27.01.1993                   | Las Palmas, Hiszpania        | Meksyk                       | 1:1                          | 0                            | towarzyski                   |
| 5.                           | 24.02.1993                   | Sewilla, Hiszpania           | Litwa                        | 5:0                          | 1                            | el. MŚ 1994                  |
| 6.                           | 31.03.1993                   | Kopenhaga, Dania             | Dania                        | 0:1                          | 0                            | el. MŚ 1994                  |

## Sukcesy
- Mistrzostwo Hiszpanii (1)

Barcelona: 1991/1992
- Liga Mistrzów (1)

Barcelona: 1991/1992
- Puchar Króla (2)

Barcelona: 1988, Espanyol: 2000